# Coppa Placci 1980
La Coppa Placci 1980, trentesima edizione della corsa, si svolse il 13 agosto 1980 su un percorso di 246,5 km. La vittoria fu appannaggio dell'italiano Giovanni Battaglin, che completò il percorso in 6h50'10", precedendo i connazionali Wladimiro Panizza e Silvano Contini.

## Ordine d'arrivo (Top 10)
| Pos. | Corridore                | Squadra            | Tempo    |
| ---- | ------------------------ | ------------------ | -------- |
| 1    | Giovanni Battaglin       | Inoxpran           | 6h50'10" |
| 2    | Wladimiro Panizza        | Gis Gelati         | s.t.     |
| 3    | Silvano Contini          | Bianchi-Piaggio    | s.t.     |
| 4    | Alessandro Pozzi         | Bianchi-Piaggio    | s.t.     |
| 5    | Pierino Gavazzi          | Magniflex-Olmo     | a 20"    |
| 6    | Francesco Moser          | Sanson-Campagnolo  | s.t.     |
| 7    | Alf Segersäll            | Bianchi-Piaggio    | s.t.     |
| 8    | Gianbattista Baronchelli | Bianchi-Piaggio    | s.t.     |
| 9    | Roberto Ceruti           | Gis Gelati         | s.t.     |
| 10   | Claudio Corti            | Mobili San Giacomo | s.t.     |